# Institut de géologie des gisements de minerais, de pétrographie, de minéralogie et de géochimie
Pour les articles homonymes, voir IGEM.
L'Institut de géologie des gisements de minerais, de pétrographie, de minéralogie et de géochimie de l'Académie des sciences de Russie (en russe Институт геологии рудных месторождений, петрографии, минералогии и геохимии Российской академии наук, Institout guéologui roudnykh mestorojdeni, petrografi, mineralogui i guéokhimi Rossiskoï akademi naouk  ; en abrégé ИГЕМ РАН, IGEM RAN) est un institut de l'Académie des sciences de Russie, situé à Moscou. Il a été séparé de l'Institut de géologie de l'Académie des sciences de l'URSS en 1955. Il est dirigé depuis 2018 par Vladislav Petrov.

## Membres connus
- Alexandre Savaritski (1884-1952)
- Nikolaï Belov (1891-1982)
- Dmitri Chtcherbakov (1893-1966)
- Sofia Naboko (1909-2005)
- Nikolaï Bortnikov (1946-)